# Hamdan v. Rumsfeld
Hamdan v. Rumsfeld was de rechtszaak voor het Hooggerechtshof van de Verenigde Staten in Washington D.C. van Salim Hamdan, de bodyguard en chauffeur van Osama bin Laden die sinds 2001 op Guantánamo Bay zonder aanklacht gevangen wordt gehouden, tegen Donald Rumsfeld, minister van Defensie van de Verenigde Staten, onder president George W. Bush.
Op 29 juni 2006 bepaalde het gerecht met een meerderheid van 5 tegen 3 dat de door de regering Bush opgezette speciale militaire tribunalen voor de gevangenen van Guantánamo Bay niet toegestaan waren onder de bepalingen van het Amerikaanse militaire recht (Amerikaanse Uniform Code of Military Justice) en het internationaal recht (Conventie van Genève, 1949).
Hamdan werd bijgestaan door Charles D. Swift, advocaat van de Amerikaanse marine, en Neal Katyal, professor in de rechten aan de Emory University School of Law.
De zaak Hamdan v. Rumsfeld is beschreven in de thriller The Challenge (2008) van Jonathan Mahler. In augustus 2008 kocht de Amerikaanse acteur en filmmaker George Clooney de rechten van het boek.